# Tropasteron
Genre
Tropasteron est un genre d'araignées aranéomorphes de la famille des Zodariidae.

## Distribution
Les espèces de ce genre sont endémiques du Queensland en Australie.

## Liste des espèces
Selon World Spider Catalog (version 17.5, 20/10/2016) :
- Tropasteron andreae Baehr, 2003
- Tropasteron cardwell Baehr, 2003
- Tropasteron cleveland Baehr, 2003
- Tropasteron cooki Baehr, 2003
- Tropasteron daviesae Baehr, 2003
- Tropasteron eacham Baehr, 2003
- Tropasteron fox Baehr, 2003
- Tropasteron halifax Baehr, 2003
- Tropasteron heatherae Baehr, 2003
- Tropasteron julatten Baehr, 2003
- Tropasteron luteipes Baehr, 2003
- Tropasteron magnum Baehr, 2003
- Tropasteron malbon Baehr, 2003
- Tropasteron monteithi Baehr, 2003
- Tropasteron palmerston Baehr, 2003
- Tropasteron pseudomagnum Baehr, 2003
- Tropasteron raveni Baehr, 2003
- Tropasteron robertsi Baehr, 2003
- Tropasteron splendens Baehr, 2003
- Tropasteron thompsoni Baehr, 2003
- Tropasteron tribulation Baehr, 2003
- Tropasteron yeatesi Baehr, 2003

## Publication originale
- Baehr, 2003 : Tropasteron gen. nov. of the Asteron-complex (Araneae: Zodariidae) from tropical Queensland. Memoirs of Queensland Museum, vol. 49, no 1, p. 29-64 (texte intégral).